# ドナルド2世 (スコットランド王)
ドナルド2世（英語：DonaldⅡ、 862年6月30日 ‐ 900年4月）はスコットランド王（在位：889年 - 900年4月）。コンスタンティン1世の息子で、エイの甥。初めて生前に「アルバ王 (Rí Alban)」を称した人物とされる（以前の王は「ピクト人の王( Rex Pictorum)」を称した）。

## 人物
889年、先王ギリックの死により、王位に就いた。
その治世において、スコットランドはノース人の略奪にさらされた。ドナルドは何度かノース人との戦いで何度か勝利をおさめたが、900年の4月、ダノターでノース人を率いてスコットランドに上陸してきたノルウェー王ハーラル1世との戦いで殺された。王位は従弟のコンスタンティン2世が継いだ。ドナルドの息子のマルカムはコンスタンティン2世の退位後に王位を継承した。
「ベルチャンの予言」ではドナルドの死はダノターで起こったとされているが、ノース人ではなくゲール人によるものとされている。他の史料では、彼はフォレスで死亡したと記されている。いずれにせよ、ヴァイキングに殺された父コンスタンティン1世同様、彼も若くして非業の死を遂げた。彼はアイオナ島に埋葬された。
アルスター年代記とスコトルム年代記で、ドナルド2世はピクト人の王ではなくアルバ王と呼ばれている。ピクト人の王からアルバ王への変化は、スコットランド王国への一歩を示すものとみなされているが、歴史家の間では、この変化の時期について意見が分かれており、主要な変化は次代のコンスタンティン2世の治世に起こったという説や先代のギリックの治世であったとする説もある。